# Штрамберкські вуха
Штрамберкські вуха (чеськ. Štramberské uši) — борошняний кондитерський виріб з пряникового тісту з додаванням меду та набору спецій (гвоздика, кориця, аніс тощо), точний склад і об'ємні частки яких довгий час зберігалися кулінарами з Штрамберку в таємниці. У 2007 році Європейська комісія привласнила продукту статус PGI (Захищене географічне зазначення).

## Легенда про виникнення
За переказами штрамберкські вуха з'явилися на світ після 1241 року, коли в ході Західного походу Монгольської імперії це місто було обложене великим воїнством татаро-монголів. Оборонцям допомогли наступні сильні зливи. Вони зруйнували греблю біля ставків, де розводили рибу, і направили водний потік на табір ворога. Противник відступив. На місці його стоянки було знайдено багато мішків з людськими вухами, які завойовники відправляли ханам Батию і Кадану в якості свідоцтва своїх перемог. На згадку про загублених християн на Вознесіння Господнє в Моравії стали випікати цей кондитерський виріб, який наразі зазвичай вживають з морозивом, збитими вершками або фруктовим пюре.

## Рецепт приготування
Мед розтоплюють, додають масло і вводять всі прянощі. В однорідну масу вводять борошно і ще раз добре перемішують. Тісто відстоюється два дні, після чого його розкочують і вирізують кружечки. Випікають на деку, змазаним маслом, при температурі 180 градусів близько п'яти хвилин до появи золотистого кольору. Теплі кружечки згортають в трубочки. Зберігають в сухому місці, щоб не допустити розм'якшення виробу. При збереженні класичної рецептури з одного кілограма тіста має вийти 120 «вух».